# Роберт Тарџан
Роберт Ендри Тарџан (енгл. Robert Endre Tarjan; Помона, 30. април 1948) је амерички научник који се бави рачунарством. Познат је као проналазач неколико важних графовских алгоритама, између осталих и Тарџановог алгортима најмањег заједничког претходника.